# Max Rosenheim, Baron Rosenheim

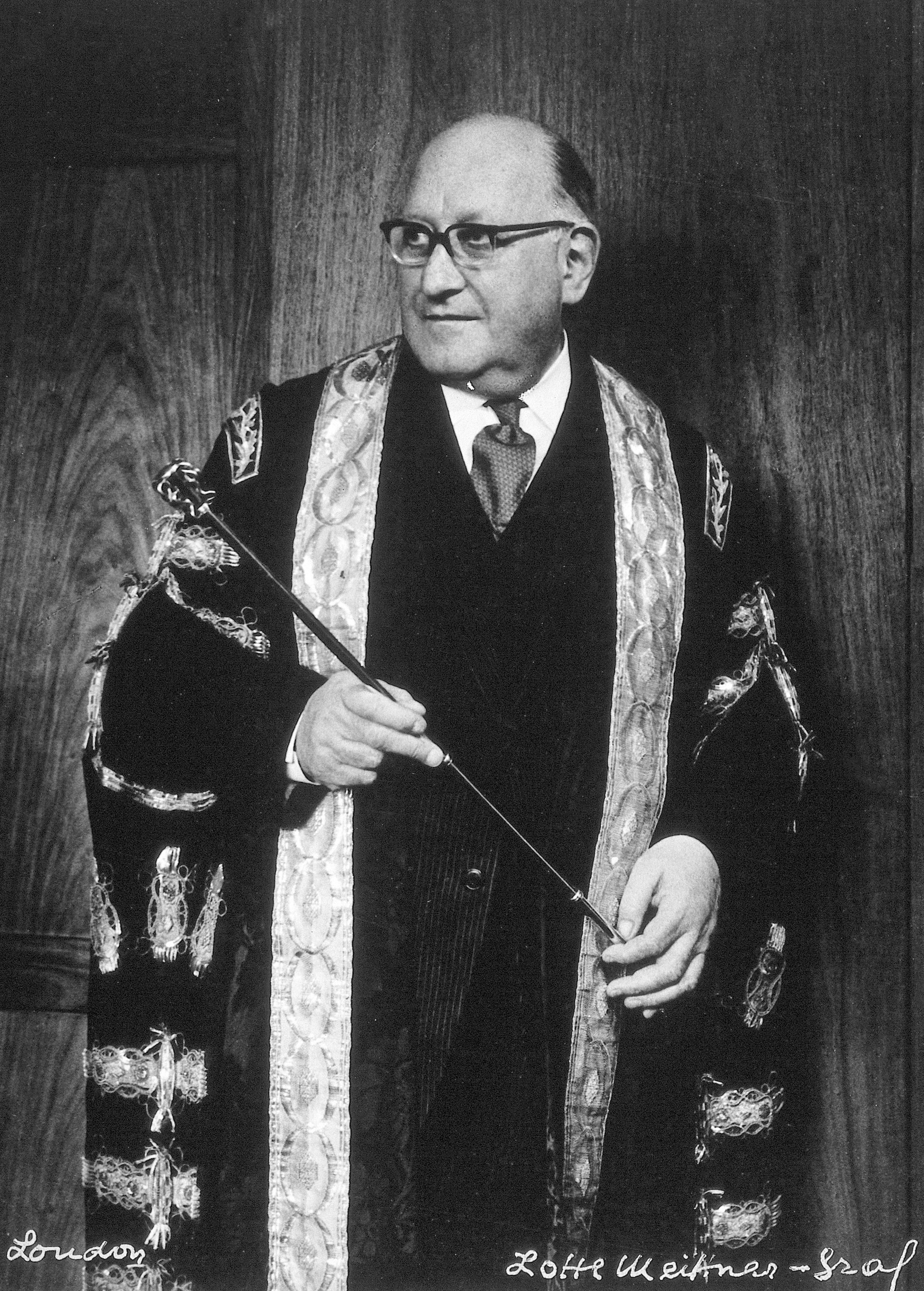
Max Leonard Rosenheim

Max Leonard Rosenheim, Baron Rosenheim KBE FRS (* 15. März 1908 in Hampstead, London; † 2. Dezember 1972 in London) war ein britischer Mediziner. Er entwickelte neue Methoden zur Behandlung von Infektionen des Harntrakts und von Bluthochdruck. Bei seiner regen Verbandstätigkeit setzte er sich unter anderem für eine bessere medizinische Versorgung in Entwicklungsländern ein.

## Leben

### Jugend und Ausbildung
Max Rosenheim war das zweitgeborene Kind von Ludwig Rosenheim und dessen Frau Martha, geb. Reichenbach. Er hatte eine ältere Schwester und einen jüngeren Bruder. Der Vater hatte, ebenso wie dessen Bruder, der Biochemiker Sigmund Otto Rosenheim, die Heimatstadt Würzburg verlassen, um sich in England niederzulassen und britischer Staatsbürger zu werden. In London arbeitete er an der Börse. Die Mutter war eine Tochter von Carl Reichenbach, einem Arzt und Kantonsrat aus St. Gallen. Ludwig Rosenheim starb an einer Hirnhautentzündung, als sein älterer Sohn sieben Jahre alt war.
Max besuchte die Hall School in Hampstead, wobei seine Schulausbildung wiederholt durch Krankheiten unterbrochen wurde. Trotzdem gelang es ihm, ein Stipendium zum Besuch der Shrewsbury School zu erhalten, wo er ab 1922 seine Ausbildung fortsetzte. Anschließend studierte er ab 1926 am St John’s College der University of Cambridge, abermals mit einem Stipendium. Den ersten Teil des naturwissenschaftlichen Tripos schloss er 1929 mit Bestnote („first class“) ab. Anschließend setzte er seine Ausbildung am University College Hospital (UCH) in London fort, wo er 1932 seinen Bachelor in Chirurgie und 1933 in Medizin machte. Er arbeitete kurzfristig am Westminster Hospital, bevor er als Assistenzarzt ans UCH zurückkehrte. 1934 wurde er Mitglied des Royal College of Physicians und erwarb im folgenden Jahr den Titel eines Doktors der Medizin (MD). In dieser Zeit machte er sich einen Namen mit der Entwicklung einer Therapie zur Behandlung von Infektionen des Harntrakts mit Mandelsäure.

### Während des Zweiten Weltkriegs
Mithilfe eines Reisestipendiums konnte er 1939 ans Massachusetts General Hospital gehen, wo er mit dem Endokrinologen Fuller Albright zusammenarbeitete, musste den Auslandsaufenthalt nach Beginn des Zweiten Weltkriegs aber vorzeitig abbrechen und kehrte ans UCH zurück. In der Folge betreute er die Medizinstudenten des Krankenhauses, die in dieser Zeit in Cardiff evakuiert waren. Bei seiner Rückkehr nach London erlebte er dort den Höhepunkt der deutschen Bombenangriffe auf die Hauptstadt. Im Jahr 1941 wurde er Fellow des Royal College of Physicians.
Im gleichen Jahr trat er dem Royal Army Medical Corps bei und diente anschließend als leitender Arzt in einer Reihe von Militärkrankenhäusern im Mittleren Osten, in Nordafrika und in Europa. Am Ende des Krieges fungierte er im Range eines Lieutenant-Colonel als beratender Arzt des alliierten South East Asia Command in Südostasien, wo er bis 1946 stationiert blieb. In dieser Zeit bildete sich sein starkes Interesse an Tropenkrankheiten und allgemein an Gesundheitsproblemen in der Dritten Welt heraus.

### Medizinisches Wirken nach 1945
1946 kehrte er ans UCH zurück, wo er 1950 als Nachfolger von Harold Percival Himsworth Professor für Medizin und Chefarzt wurde. Seine wichtigsten Beiträge zur medizinischen Forschung in den folgenden Jahren bestanden in der Entwicklung von Behandlungsmethoden für Bluthochdruck mittels Hexamethonium und ähnlicher Verbindungen sowie, später, der radiologischen Untersuchung der Ursachen von Nierenbeckenentzündungen.
In den 1950er Jahren nahm er wiederholt an Auslandsmissionen in Asien und Ozeanien teil, so mit der Weltgesundheitsorganisation (WHO) 1953 in Indonesien und, im Rahmen des Colombo-Plans, 1955 in Indien. Als Sir Arthur Sims Commonwealth Travelling Professor wirkte er 1958 in Pakistan, Neuseeland und Australien. Außerdem trat er an einer Reihe von Universitäten im Ausland als externer Prüfer auf. Seine zahlreichen Auslandsaufenthalte brachten ihm ein breites Netzwerk beruflicher Kontakte ein. 1955 wurde ihm der CBE verliehen, gefolgt von der Ernennung zum Knight Commander im Jahr 1967.
Er entfaltete eine rege Verbandstätigkeit in mehreren medizinischen Organisationen, darunter das Royal College of Physicians, der Medical Research Council und die WHO, wobei seine administrativen Fähigkeiten, gepaart mit seiner hohen Qualifikation, einer ergebnisorientierten Herangehensweise und einem angenehmen Naturell, ihn zu einer wichtigen Schlüsselfigur machten, wenn es darum ging, widerstreitende Interessen zu versöhnen. Als Präsident des Royal College of Physicians setzte er sich in seiner sechsjährigen Amtszeit ab 1966 unter anderem erfolgreich für die Standardisierung der nachuniversitären medizinischen Ausbildung im gesamten Vereinigten Königreich, die Verbesserung der medizinischen Ausbildung in Entwicklungsländern und die stärkere Beachtung sozialmedizinischer Belange ein. Er sprach sich für eine effektive Gesundheitserziehung der Bevölkerung aus, warb für ein Verbot von Tabak- und die Einschränkung von Alkoholkonsum und thematisierte die Unzulänglichkeit ärztlichen Handelns, wenn Leben verlängert, der Lebensqualität älterer Menschen aber nicht genug Aufmerksamkeit geschenkt werde. 1961 wurde er in die American Academy of Arts and Sciences gewählt.
Nach 21 Jahren gab er seinen Lehrstuhl am UCH auf, weil er befürchtete, durch seine zahlreichen anderen Aktivitäten seinen Verpflichtungen dort nicht mehr nachkommen zu können, wirkte aber weiterhin gelegentlich als Arzt am Krankenhaus. Sein wachsendes Ansehen brachte ihm fünf Ehrendoktorwürden ein (University of Wales, 1969; University of Birmingham, 1970; University of Ceylon, 1970; University of Southampton, 1970; University of Liverpool, 1972). 1970 erfolgte seine Erhebung zum Peer auf Lebenszeit mit dem Titel eines Baron Rosenheim. Im Dezember 1971 wurde er Vorsitzender der Commission on Human Medicines und in seinem Todesjahr 1972 zum Fellow der Royal Society gewählt.

### Privates und Tod
Rosenheim blieb ledig und hatte keine Nachkommen. Er lebte bis zu deren Tod im Jahr 1971 mit seiner Mutter zusammen. Rosenheim schätzte geselliges Beisammensein und hatte eine Fülle privater Interessen und Leidenschaften, zu denen unter anderem Musik, Literatur, gutes Essen, Wein, Angeln und Segeln gehörten.
Max Leonard Rosenheim, Baron Rosenheim starb am 2. Dezember 1972 im Alter von 64 Jahren in London nach kurzer Krankheit.

## Veröffentlichungen
Bücher
- Social Aspects of Clinical Medicine. Baillière, Tindall & Cassell, London 1970 (mit Jessie Garrad).

Artikel (Auswahl)
- Mandelic acid in the treatment of urinary infections. In: The Lancet. Nr. 5906, 1936, ISSN 0023-7507, S. 1083–1087.
- Uraemia. In: Annals of the Royal College of Surgeons of England. Vol. 9, 1951, ISSN 0035-8843, S. 102–111.
- Hexamethonium in the treatment of hypertension. In: The Lancet. Nr. 6801, 1954, ISSN 0023-7507, S. 7–13 (mit M. Harington).
- The treatment of severe hypertension. In: British Medical Journal. Nr. 4898, 1954, ISSN 0267-0623, S. 1181–1193.
- Problems of chronic pyelonephritis. In: British Medical Journal. Nr. 5343, 1963, ISSN 0267-0623, S. 1433–1440.
- Bethanidine, guanethidine, and methyldopa in treatment of hypertension. A within-patient comparison. In: British Medical Journal. Nr. 5585, 1968, ISSN 0267-0623, S. 135–144 (mit B. N. Prichard, A. W. Johnston und I. D. Hill).
- The role of the United Kingdom in world medicine. In: Proceedings of the Royal Society of Medicine. Vol. 63, November 1970, ISSN 0035-9157, S. 1208–1214.